# Karen Hoff
Karen Hoff (født 29. maj 1921 i Vorup, død 29. februar 2000) var en dansk kajakroer, hvis bedste resultat var en guldmedalje i 500 m enerkajak fra sommer-OL 1948 i London. 
Hoff begyndte at ro for kajakklubben Gudenaa i Randers i 1942 og vandt sit første jyske mesterskab det følgende år. Allerede året efter vandt hun sit første danske mesterskab, og hun vandt i alt syv DM-titler; det sidste i 1952.
Ved de første olympiske lege efter anden verdenskrig var konkurrencen i nogle discipliner måske ikke så stor, og i kvindernes 500 m enerkajak deltog blot ti roere. Der blev roet to indledende heat, og Hoff vandt sikkert sit heat i bedste tid af alle med tiden 2:32,2 minutter, hvilket var olympisk rekord. I finalen satte hun igen olympisk rekord med tiden 2:31,9, hvilket var knap et sekund hurtigere end hollandske Lida van der Anker-Doedens på andenpladsen. Samme år vandt hun VM-guld i toerkajak sammen med Bodil Svendsen og to år senere vandt hun VM-sølv i enerkajak i København.
Karen Hoff arbejdede som butiksbestyrer i en årrække fra 1951. Hun fortsatte med at ro på lavt blus, men i 1970'erne genoptog hun konkurrencerne, nu i veteranrækkerne, og hun vandt blandt andet guld ved World Masters Games i 1989. Hendes sidste tur i kajak på Gudenåen fandt sted, da hun var 78 år gammel, blot et halvt år før hendes død.